# Thiên hà vòng cực

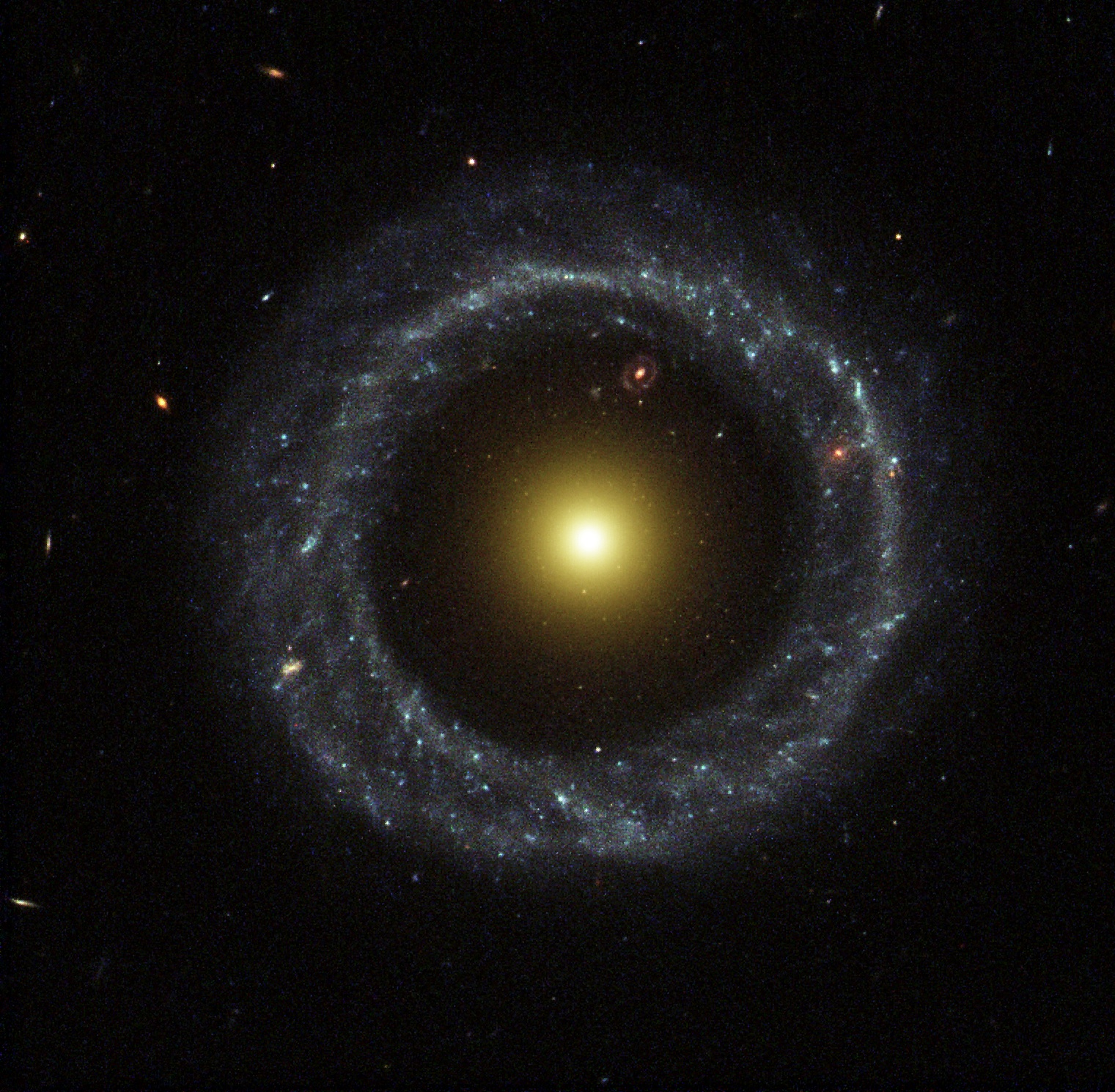
Một vòng cực nằm cách vật chủ là Vật thể Hoag khoảng 600 năm ánh sáng, Vật thể Hoag là một ví dụ cho thiên hà vòng cực

Thiên hà vòng cực là một kiểu thiên hà có một vòng sao và khí quay xung quanh tâm thiên hà. Thiên hà vòng cực được cho là hình thành khi hai thiên hà tương tác với nhau.

## Phân loại
Thiên hà như thiên hà Gezeitenarm thuộc vào loại đặc biệt. Chúng bao gồm một vòng vật chất bao quanh thiên hà mẹ. Hình dạng của thiên hà vòng cực gần như là thẳng đứng.
Cho đến nay, chỉ có khoảng 100 thiên hà vòng cực được phát hiện. Thiên hà vòng cực có một loại khác mang tên "loại Saturn". Một ví dụ là thiên hà NGC 4650. Ở loại này, vòng của thiên hà vòng cực tương đối lớn hơn và nặng hơn.
Hiện tại, bao quanh dải Ngân Hà có một đám mây khí hình chiếc nhẫn. Tuy nhiên, do nó quá nhẹ nên không được xem là một vòng cực thiên hà và Ngân Hà không được xem là một thiên hà vòng cực.

## Hình thành
Thiên hà vòng cực được hình thành từ sự sáp nhập của hai thiên hà. Khi hai thiên hà sáp nhập thành một, các đám mây khí sụp đổ sẽ hình thành một đĩa khí lớn bao quanh thiên hà.
Trong vũ trụ học hiện nay, người ta tin rằng các thiên hà lớn được hình thành từ những thiên hà nhỏ hơn sáp nhập lại. Tùy thuộc vào đặc tính của hai thiên hà cùng với những điều kiện thuận lợi như đường đi của thiên hà nhỏ hơn tới thiên hà lớn hơn phải vuông góc với trung tâm của thiên hà lớn hơn thì mới tạo ra thiên hà vòng cực.

## Các thiên hà vòng cực được biết đến

### NGC 4650A

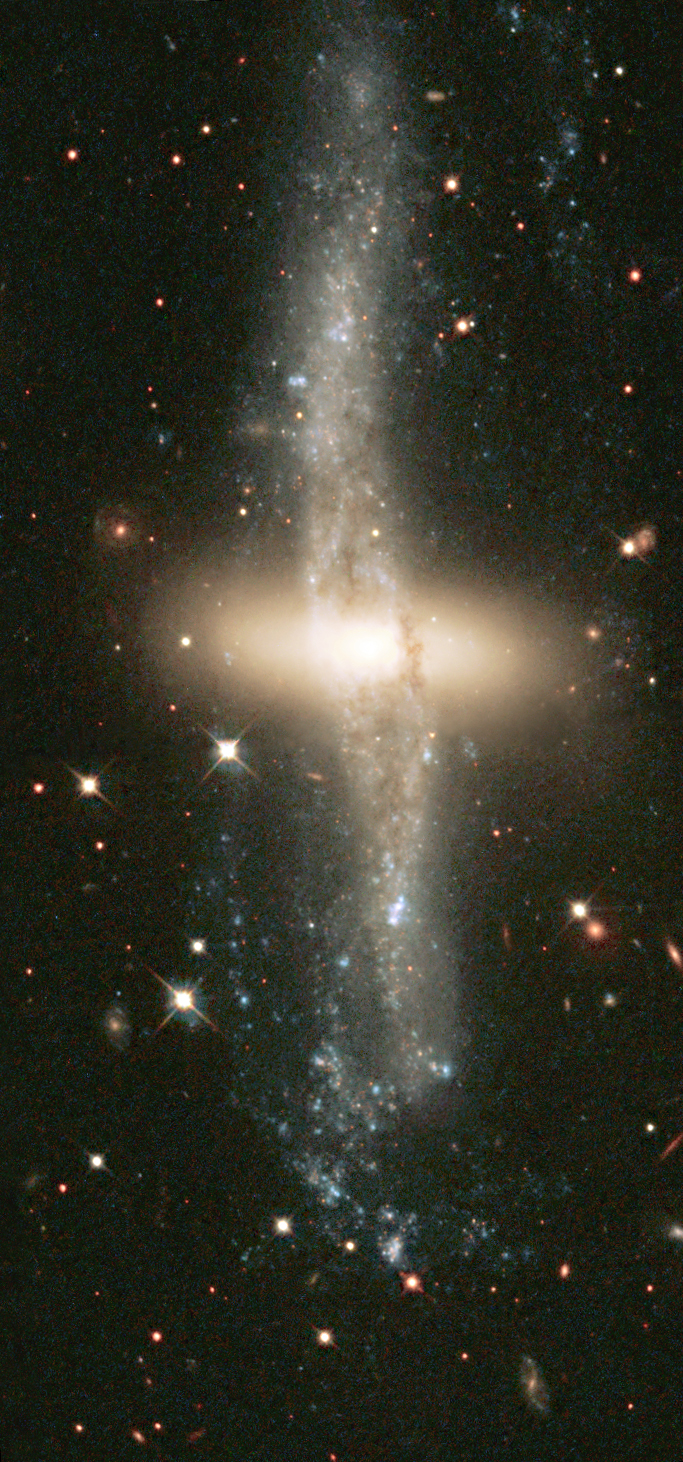
NGC 4650A, một thiên hà vòng cực loại Floppy / Sombrero

Một trong những thiên hà vòng cực được nghiên cứu kỹ là NGC 4650A. Thiên hà này được coi là một ví dụ điển hình của thiên hà vòng cực. Phần trung tâm của thiên hà này chứa những ngôi sao màu vàng nằm vuông góc với quỹ đạo quay của thiên hà. Bao quanh nó là một đĩa khí lớn hơn đáng kể và chứa những ngôi sao màu xanh mới hình thành.

### Vật thể Hoag
Vòng cực thiên hà bao quanh cách xa khoảng 600 năm ánh sáng Vật thể Hoag đã được nhà thiên văn học Art Hoag phát hiện năm 1950. Vòng của Vật thể Hoag có chứa những ngôi sao nóng. Bán kính của vòng này vào khoảng 120.000 năm ánh sáng. Trung tâm của thiên hà chứa nhiều ngôi sao với nhiều độ tuổi khác nhau và có dạng hình cầu.
Sau khi được phát hiện, các nhà thiên văn học vẫn không tin. Các nhà khoa học cho rằng đó là kết quả của thấu kính hấp dẫn. Sau đó, người ta đã đo đạc trung tâm và dịch chuyển đỏ và nghi vấn này không còn được nhắc đến nữa. Hơn nữa, các kính thiên văn vào thời đó đã được cải thiện nên khó có chuyện hiện tượng này là kết quả từ thấu kính hấp dẫn.
Việc này vẫn chưa chắc chắn. Có thể đây là một quá trình để hình thành thiên hà xoắn ốc. Từ hình dạng của nó, khó có thể cho rằng đây là một quá trình hình thành thành thiên hà xoắn ốc. Do cấu trúc ổn định của nó, người ta tin rằng hình dạng hiện nay của nó là vì một vụ va chạm đã xảy ra khoảng hai hoặc ba tỷ năm trước. Tuy nhiên, các nhà khoa học vẫn chưa chắc chắn.

## Thiên hà vòng cực và vật chất tối
Một trong những dấu hiệu đầu tiên về sự tồn tại của vật chất tối là các đường cong chuyển động trong thiên hà vòng cực. Các hình ảnh phân giải cao cho thấy các đường này không thể hình thành từ những vật chất nhìn thấy được. Trên thực tế, việc phân tích các hình ảnh khá khó khăn nên chúng ta không biết được những đường này tròn, dẹt, hay kéo dài.